# Шешуки
Шешуки́ (рос. Шешуки) — село у складі Вікуловського району Тюменської області, Росія.
Населення — 174 особи (2010, 202 у 2002).
Національний склад станом на 2002 рік:
- росіяни — 96 %